# .gw
.gw為幾內亞比紹國家及地區頂級域（ccTLD）的域名，曾經只有兩個注冊網站，是全球註冊量最少的域名之一。至2015年，已有300餘網頁使用此域名。

## 外部連結
- IANA .gw whois information（页面存档备份，存于）